# Cuatro Bocas
Cuatro Bocas es una localidad argentina ubicada en el departamento Belgrano de la provincia de Santiago del Estero. Se encuentra en el cruce de las rutas provinciales 35 y 42, en el límite con la provincia de Santa Fe y 40 km al este de Bandera; de dicho cruce es que proviene el nombre de Cuatro Bocas. Fue elevada a Comisión municipal en 2005. De ella también depende el paraje Las Arenas.

## Infraestructura
La principal vía de comunicación es la ruta provincial 42 que la comunica por pavimento con Bandera. Un camino enripiado la vincula al norte con el paraje Las Arenas.
Cuenta con un templo católico, un templo evangélico y una institución deportiva. El club cuenta con una moderna cancha de bochas.

## Población
Cuenta con 115 habitantes (Indec, 2010), lo que representa un incremento del 23,7% frente a los 93 habitantes (Indec, 2001) del censo anterior.
| Gráfica de evolución demográfica de Cuatro Bocas entre 1991 y 2010 |
|                                                                    |
| Fuente: Censos nacionales del INDEC                                |